# Craig Cameron
Craig Lauder Cameron (Edmonton, Alberta, Edmonton, 1945. július 19. – St. Albert, Alberta, St. Albert, 2012. április 20.) kanadai profi jégkorongozó

## Életpályája
Komolyabb junior karrierjét az Edmonton Oil Kingsben kezdte 1964–1965-ben majd a következő évben megnyerték a Memorial-kupát. 1966–1967-ben bemutatkozott az NHL-ben egy mérkőzésen a Detroit Red Wingsben majd szintén egy mérkőzésre a CPHL-es Memphis Wingsbe került végül 50 mérkőzésen lépett jégre az AHL-es Pittsburgh Hornetsben. A következő idényt a St. Louis Bluesban és a CPHL-es Kansas City Bluesban játszotta. A következő szezonban már csak a St. Louis Bluesban szerepelt. Viszont 1969–1970-es bajnoki idényt az AHL-es Baltimore Clippers játszotta le. A következő idényt a St. Louis Bluesban töltötte. 1971–1972-ben már a Minnesota North Starsban volt, majd 1972–1975 között a New York Islandersben játszott, majd ismét visszakerült a Minnesota North Starshoz két évre. 1976–1977-ben vonult vissza az AHL-es New Haven Nighthawksból.

## Díjai, elismerései
- Memorial-kupa: 1966